# John Cassavetes
John Nicholas Cassavetes (New York, 9 december 1929 – Los Angeles, 3 februari 1989) was een Amerikaans acteur en filmmaker. Cassavetes was een van de eerste regisseurs wiens films onafhankelijk van Hollywood-studio's tot stand kwamen. Hij wordt derhalve veelal beschouwd als een pionier van de Amerikaanse onafhankelijke film.
Cassavetes werd zowel als acteur (voor The Dirty Dozen), regisseur (voor A Woman Under the Influence) en als scenarioschrijver (voor Faces) genomineerd voor een Oscar. Negen andere filmprijzen werden hem daadwerkelijk toegekend, waaronder de Gouden Leeuw op het Filmfestival Venetië (voor Gloria) en de Gouden Beer op het Internationaal filmfestival van Berlijn (voor Love Streams).

## Biografie
Cassavetes studeerde in 1950 af aan de American Academy of Dramatic Arts, waar hij zijn vrouw Gena Rowlands leerde kennen. Zij kregen samen drie kinderen, waaronder de latere regisseur Nick Cassavetes.
Zijn regiedebuut was Shadows (1959). Filmcriticus Leonard Maltin ziet deze film als een hoogtepunt in de ontwikkeling van de onafhankelijke film in Amerika. Net als vele van zijn films kenmerkt Shadows zich door een cinéma vérité-stijl, met geïmproviseerde dialogen en rauwe camerawerk.
Als acteur was Cassavetes onder meer te zien in Roman Polanski's Rosemary's Baby en The Dirty Dozen waarvoor hij in 1967 werd genomineerd voor een Oscar. Een jaar later kreeg hij nogmaals een Oscarnominatie, ditmaal in de categorie "Beste Scenario" voor zijn film Faces.
Zijn bekendste film is wellicht A Woman Under the Influence uit 1974, waarin Gena Rowlands een moeder speelt met een tanende mentale gezondheid. Voor deze film kreeg John Cassavetes een Oscarnominatie voor regie, zijn vrouw een nominatie voor beste actrice. Hoofdrolspeler Peter Falk vormde in het dagelijks leven met het echtpaar Cassavetes een ongebonden filmtrio dat geëngageerde producties maakte, bewust zonder hulp van de grote en machtige studio's. Hun samenwerking was al eerder uitgemond in de Columbo-aflevering Etude In Black, de opening van het tweede Columbo-seizoen, met Cassavetes in de hoofdrol en regisseur Nicholas Colasanto, alsmede in de aflevering Playback in seizoen vier, met Rowlands als echtgenote van de hoofdrolspeler (Oskar Werner) en onder regie van Bernard L. Kowalski.
John Cassavetes stierf in 1989 aan een levercirrose en ligt begraven op de Westwood Village Memorial Park Cemetery in Westwood (Californië).

## Filmografie

### Regisseur
- 1959: Shadows
- 1961: Too Late Blues
- 1963: A Child Is Waiting
- 1968: Faces
- 1970: Husbands
- 1971: Minnie and Moskowitz
- 1974: A Woman Under the Influence
- 1976: The Killing of a Chinese Bookie
- 1977: Opening Night
- 1980: Gloria
- 1984: Love Streams
- 1986: Big Trouble

### Acteur
- 1953: Taxi (Gregory Ratoff) (naam onvermeld)
- 1955: The Night Holds Terror (Andrew L. Stone) (naam onvermeld)
- 1956: Crime in the Streets (Don Siegel)
- 1956: Alfred Hitchcock Presents (episode You Got to Have Luck van de televisieserie)
- 1957: Edge of the City (Martin Ritt)
- 1957: Affair in Havana (Laslo Benedek)
- 1958: Virgin Island (Pat Jackson)
- 1958: Saddle the Wind (Robert Parrish)
- 1959: Shadows
- 1962: The Webster Boy (Don Chaffey)
- 1962: Too Late Blues
- 1964: The Alfred Hitchcock Hour (episode Water's Edge van de televisieserie)
- 1964: The Killers (Don Siegel)
- 1967: The Dirty Dozen (Robert Aldrich)
- 1967: Devil's Angels (Daniel Haller)
- 1968: Rome Like Chicago (Alberto De Martino)
- 1968: Rosemary's Baby (Roman Polański)
- 1969: Machine Gun McCain (Gli intoccabili) (Giuliano Montaldo)
- 1969: If It's Tuesday, This Must Be Belgium (Mel Stuart) (cameo)
- 1970: Husbands
- 1971: Minnie and Moskowitz (naam onvermeld)
- 1972: Columbo (episode Étude in Black van de televisieserie)
- 1975: Capone (Steve Carver)
- 1976: Two-Minute Warning (Larry Peerce)
- 1976: Mikey and Nicky (Elaine May)
- 1977: Opening Night
- 1978: Brass Target (John Hough)
- 1978: The Fury (Brian De Palma)
- 1979:  Flesh and Blood (Jud Taylor) (televisiefilm)
- 1981: Whose Life Is It Anyway? (John Badham)
- 1981: The Incubus (John Hough)
- 1982: Tempest (Paul Mazursky)
- 1982: The Haircut (Tamar Simon Hoffs) (korte film)
- 1983: Marvin and Tige (Eric Weston)
- 1984: Love Streams
- 1989: I'm Almost Not Crazy: John Cassavetes, the Man and His Work (Michael Ventura) (documentaire opgenomen in 1984)